# Линколн (Северна Дакота)
Линколн (енгл. Lincoln) град је у америчкој савезној држави Северна Дакота.

## Демографија
По попису из 2010. године број становника је 2.406, што је 676 (39,1%) становника више него 2000. године.
| Група             | 2000.         | 2010.         |
| Белци             | 1.683 (97,3%) | 2.274 (94,5%) |
| Афроамериканци    | 4 (0,2%)      | 22 (0,9%)     |
| Азијати           | 0 (0,0%)      | 3 (0,1%)      |
| Хиспаноамериканци | 4 (0,2%)      | 12 (0,5%)     |
| Укупно            | 1.730         | 2.406         |